# エコパーク水俣

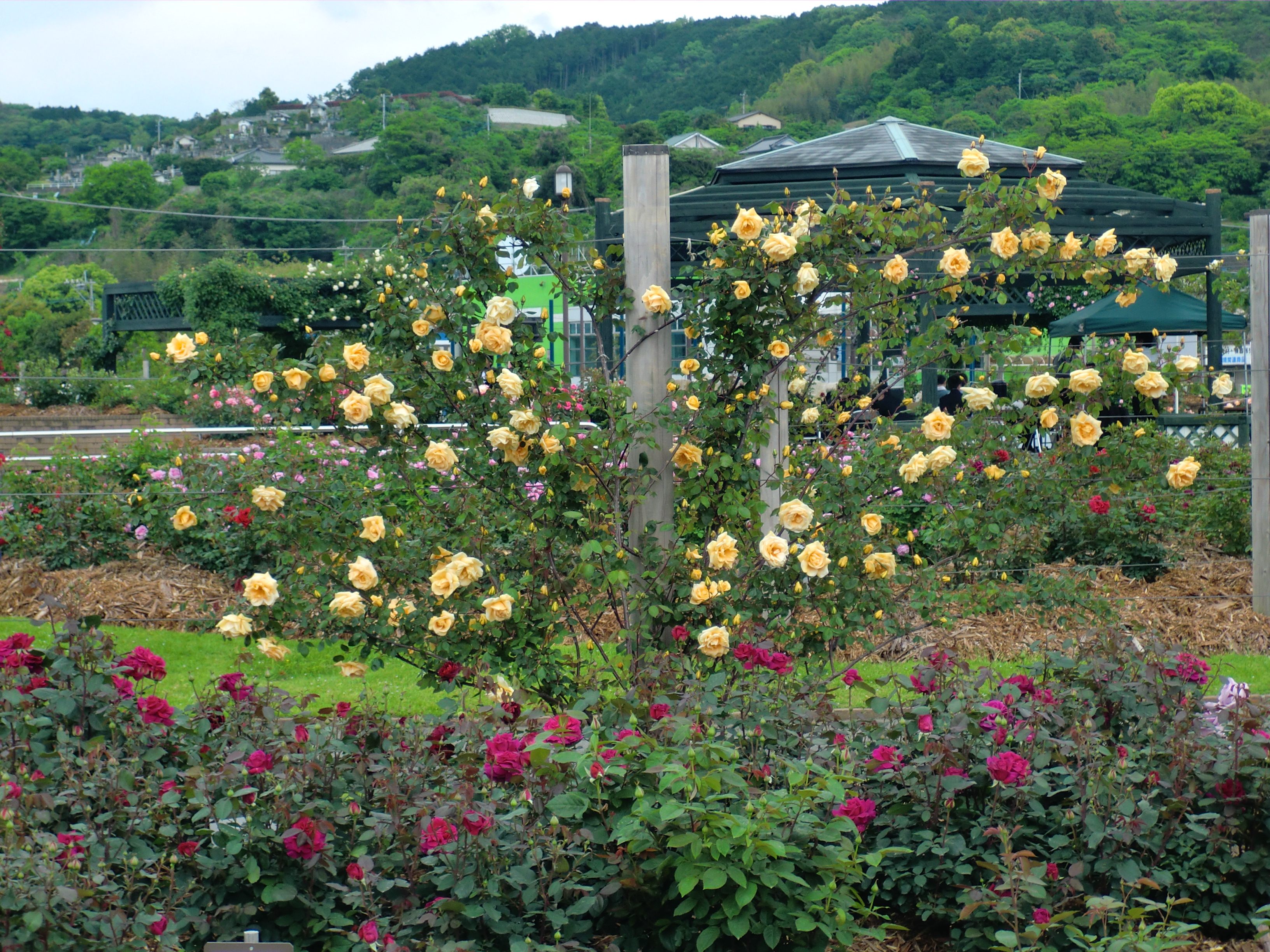
バラ園

エコパーク水俣（エコパークみなまた）は、熊本県水俣市にある公園。

## 概要
水俣市の海沿いにある公園で、敷地面積は41.4ha。水俣病処理の際、原因物質である水銀を含むヘドロがたまっていた水俣湾が埋め立てられた場所につくられた。園内には800種5000株のバラが生育するバラ園をはじめ、野球・サッカー・テニス・グランドゴルフなどのスポーツ施設、日本庭園の「竹林園」、防腐剤を一切使用していない長さ465mのボードウォークなどが整備されているほか、道の駅みなまたも園内に位置している。また、遠方には恋人の聖地として有名な恋路島を望むことができる。
「まなびの丘」と呼ばれるエリアには熊本県環境センター、水俣市立水俣病資料館、国立水俣病情報センターなど水俣病に関する施設が集中している。水俣病が公式確認された日である5月1日には、公園内で犠牲者慰霊式が行われている。

## 利用情報
- 所在地

熊本県水俣市汐見町1丁目231−12
- 入園料

無料（ただし施設使用料は別途必要）
- 開園時間

終日
- 休園日

なし。

## ギャラリー

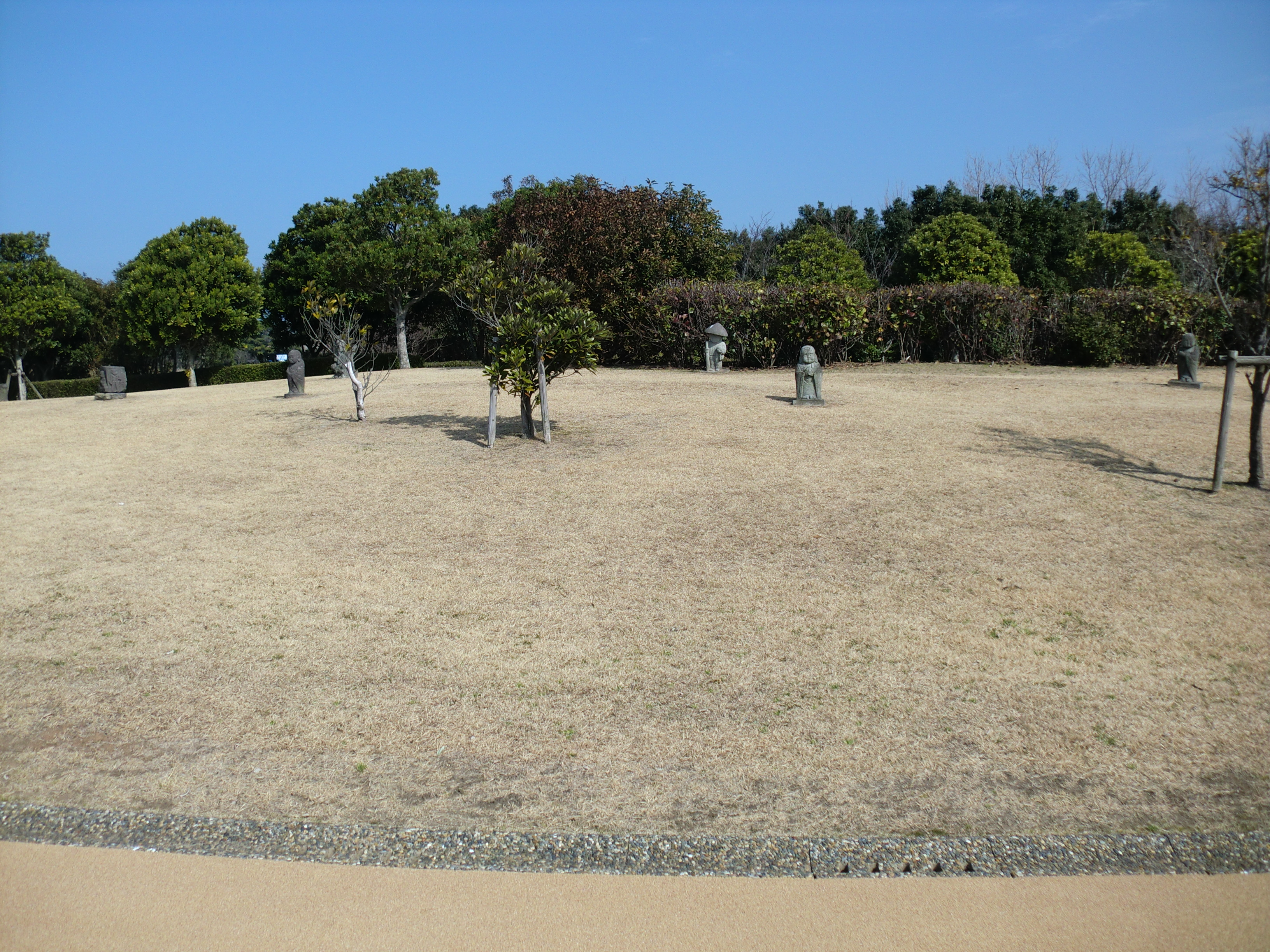
園内の石像群
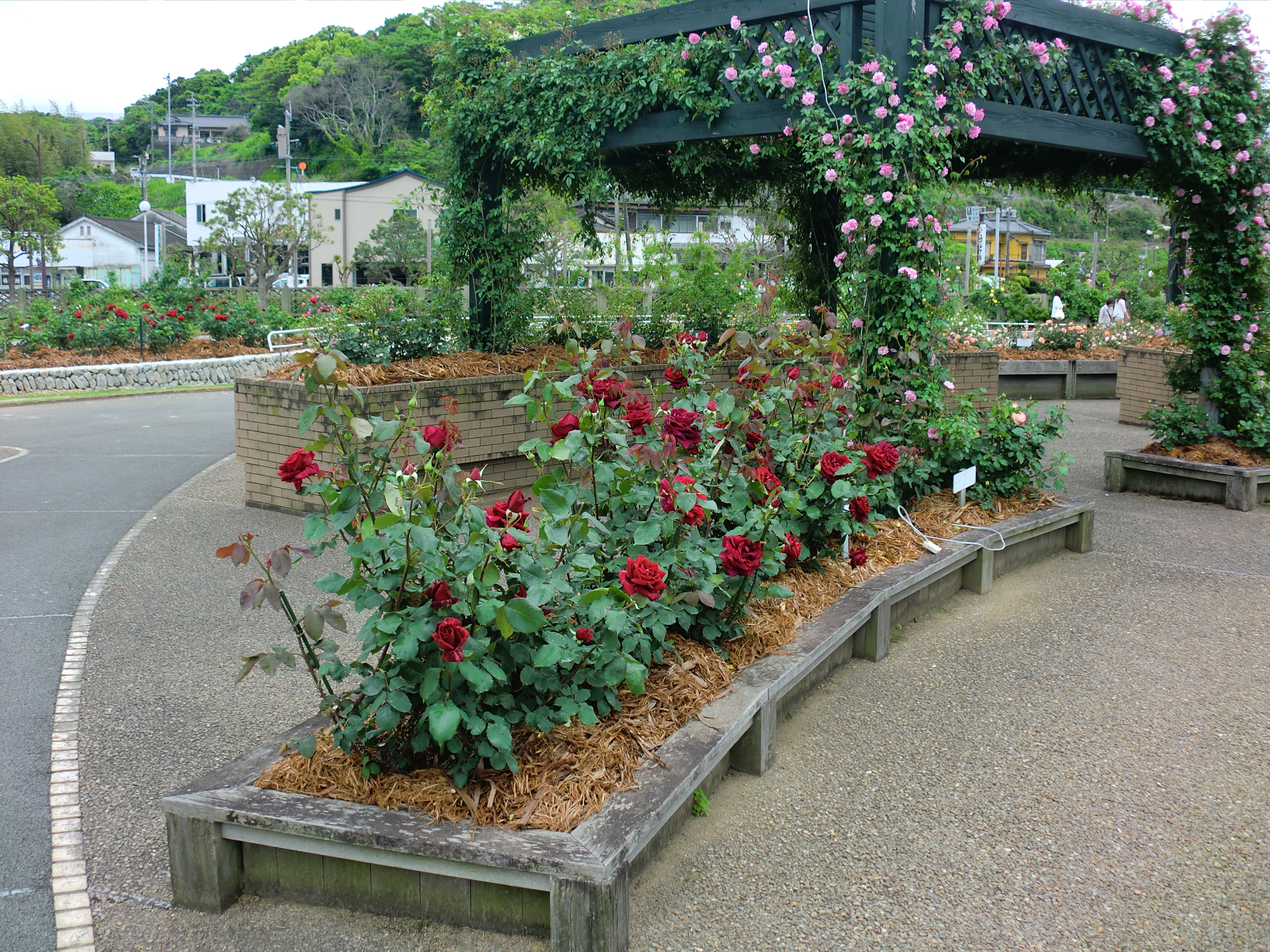
バラ園
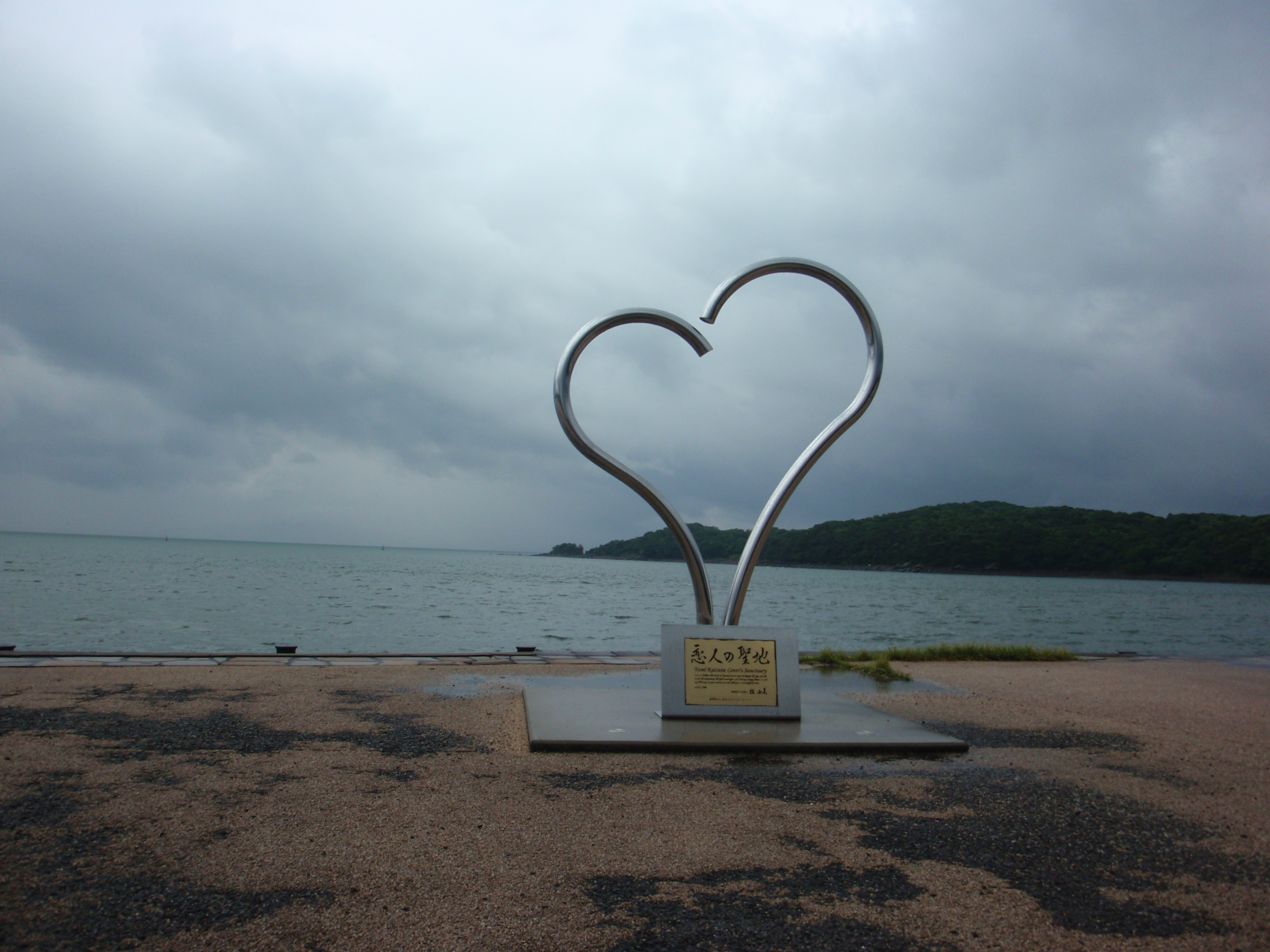
恋路島を望む
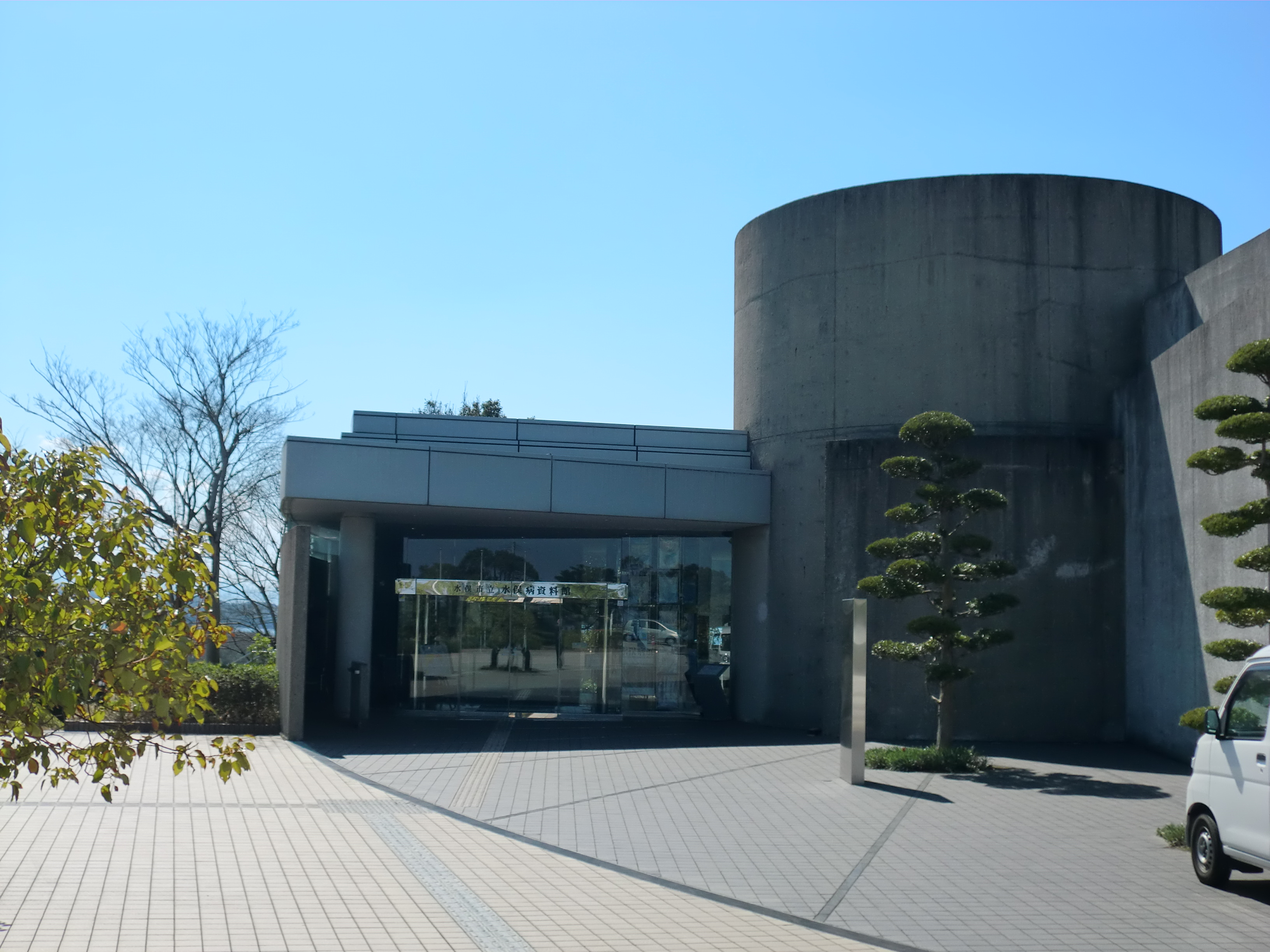
水俣市立水俣病資料館
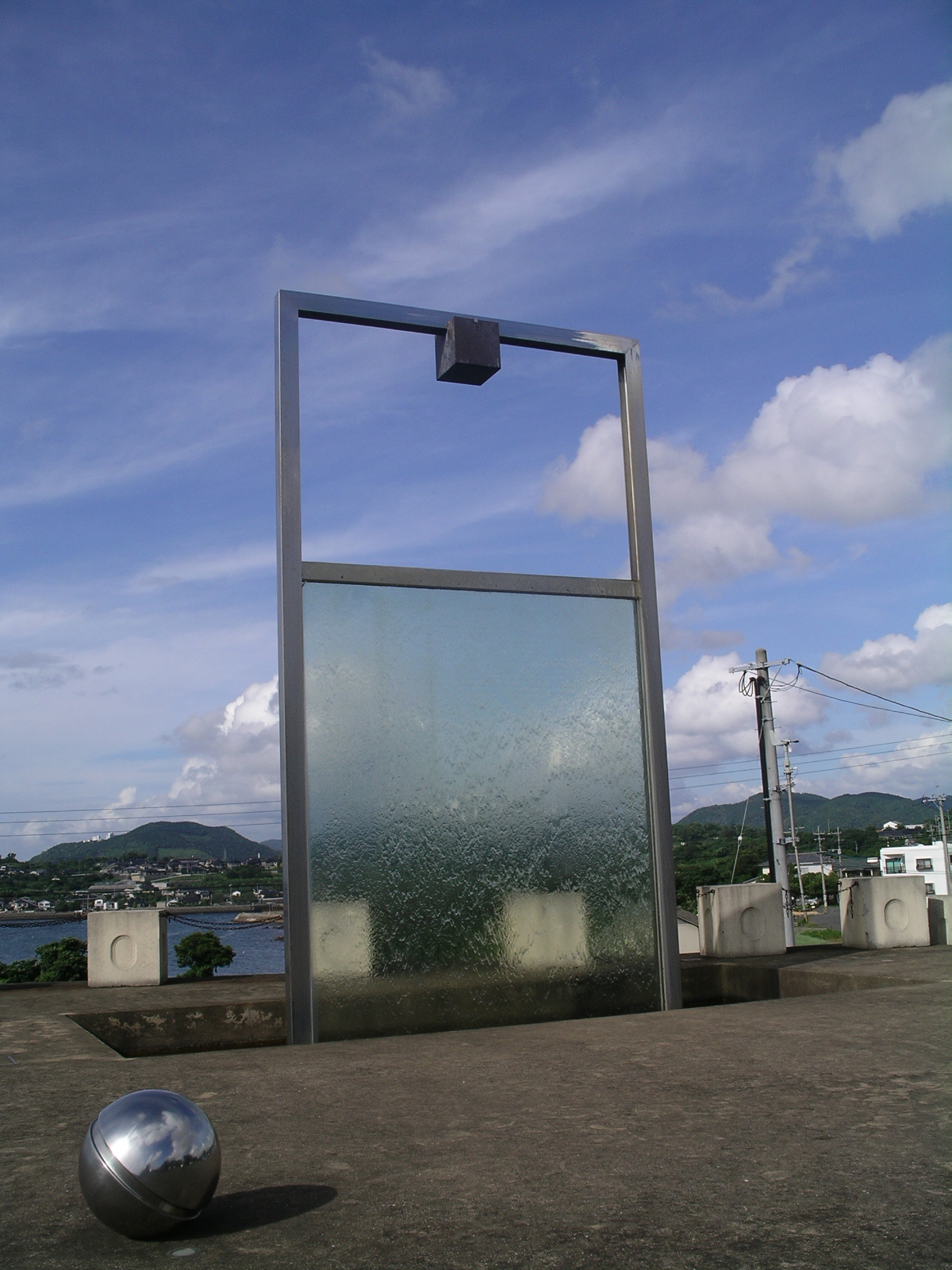
水俣メモリアルの一部「祈りの噴水」
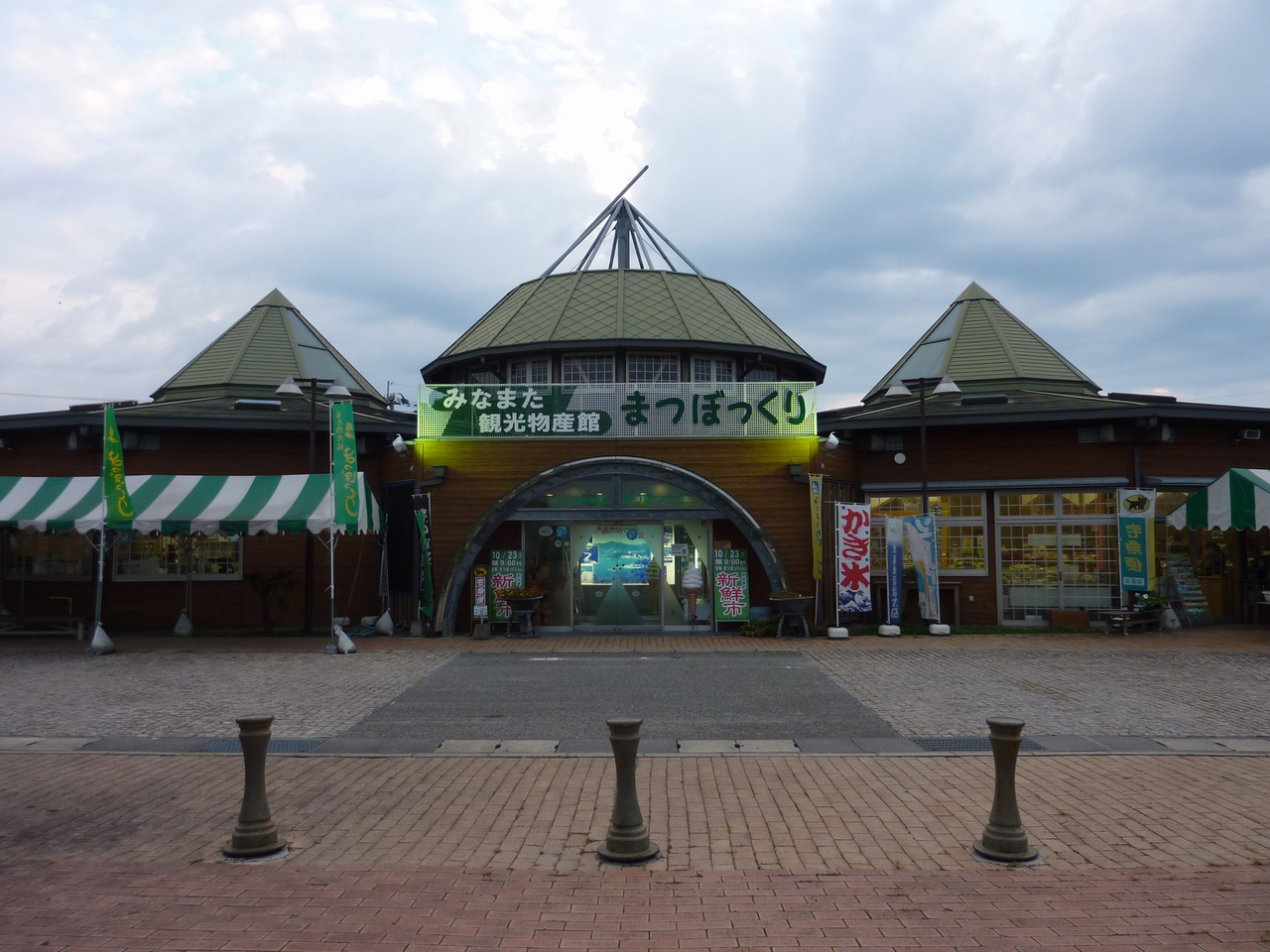
道の駅みなまた

## 交通アクセス
- 肥薩おれんじ鉄道線水俣駅から九州産交バス水俣病資料館下経由水俣産交行きに乗車し「エコパーク道の駅みなまた」下車すぐ。
- マイカーの場合、南九州自動車道水俣インターチェンジから約4.5km。
- 駐車場あり